# مزارداغ
مزارداغ (انگلیسی: Mazar Tagh) نام بقایای دژی است در وسط بیابان تکله‌مکان در غرب چین. ویرانه‌های مزارداغ در شمال شهر ختن در منطقه خودگردان سین کیانگ چین واقع شده‌است. نام آن از دو واژه مزار عربی به معنی زیارتگاه و «داغ/تاغ» ترکی به معنی کوه تشکیل شده‌است.
اورل اشتاین، باستان‌شناس بریتانیایی، در این محل مجموعه‌ای مهم از دست‌نوشته‌های تبتی و اویغوری، و همچنین به زبان‌های ایرانی میانه سکایی ختن و سغدی کشف کرد. برخی از متن‌های سکایی ختن به فرمانروایی حاکمان تبتی محل اشاره دارد.
قدمت این دژ مربوط به زمان امپراتوری تبت است. همانند دژ میران از کاوش‌های باستان‌شناسان در این محل صدها سند نظامی از سده‌های هشتم و نهم میلادی به دست آمده‌است. این اسناد از قدیمی‌ترین دست‌نوشته‌های باقی‌مانده از تبتی‌هاست و برای درک تاریخ آغازین تبت اهمیت حیاتی دارد.
مزارداغ در قدیم، در هزاره اول پس از میلاد، جزئی از پادشاهی ختن بود. پیش از آن‌که سپاهیان تبت در این محل قلعه‌ای بسازند ظاهراً این محل یک زیارتگاه بودایی بوده‌است که مردم محل به آن «تپه» می‌گفتند.
در زمان امپراتوری تبت قلعه مزارداغ پاسگاه اصلی نظامیان تبتی در منطقه ختن بود و نقشی همانند دژ میران برای آنها داشت. در زمان حضور تبتی‌ها، این محل، همانند قلعه میران، نه تنها میزبان سربازان تبتی بلکه خانواده‌های آن‌ها، به اضافه خدمتکاران و بازرگانان بود. اورل اشتاین در نخستین دیدار خود از این محل در سال ۱۹۰۷ از وجود یک آرامگاه اسلامی بر فراز تپه آن خبر می‌دهد. او به این نکته نیز اشاره کرد که نام مزارداغ خود به معنی تپه یا کوه زیارتگاه و آرامگاه است. این تپه امروزه نیز همچنان به عنوان یک زیارتگاه اسلامی بازدیدکنندگانی را به خود می‌کشد.

## کاوش‌های اشتاین
اورل اشتاین، کاشف مجاری‌تبار بریتانیایی، در سال ۱۹۰۷ در دومین سفر خود در آسیای میانه به کاوش در مزارداغ پرداخت و حفاری‌های خود در این محل را در سومین سفر خود در سال ۱۹۱۳ پی گرفت. این قلعه شامل پنج اتاق و یک برج دیدبانی بود که هنوز هم تا حدی پابرجاست. علاوه بر حفر قلعه، اشتاین یک توده بزرگ تخلیه مواد اضافی نیز در دامنه‌های شمالی و شمال شرقی تپه کشف کرد که شامل صدها سند نظامی تبتی بر روی کاغذ و چوب بود. 
کتابخانه بریتانیا از ۱۶۱۶ سند چوبی تحت شناسه «IOL Tib N» و ۳۲۱ سند کاغذی به شناسه Or.150000 که در خود قلعه و در توده بیرونی یافته شده نگهداری می‌کند.
اشتاین در این محل انواع دیگری از دست‌ساخته‌ها را نیز کشف کرد، هرچند به تعدادی بسیار کمتر. از آن جمله است پیکان، نیام، کفش، تاس، یک شانه و یک قلم. این اقلام اکنون در موزه بریتانیا به شناسه‌های MAS.480 تا MAS.509 حفظ می‌شوند.

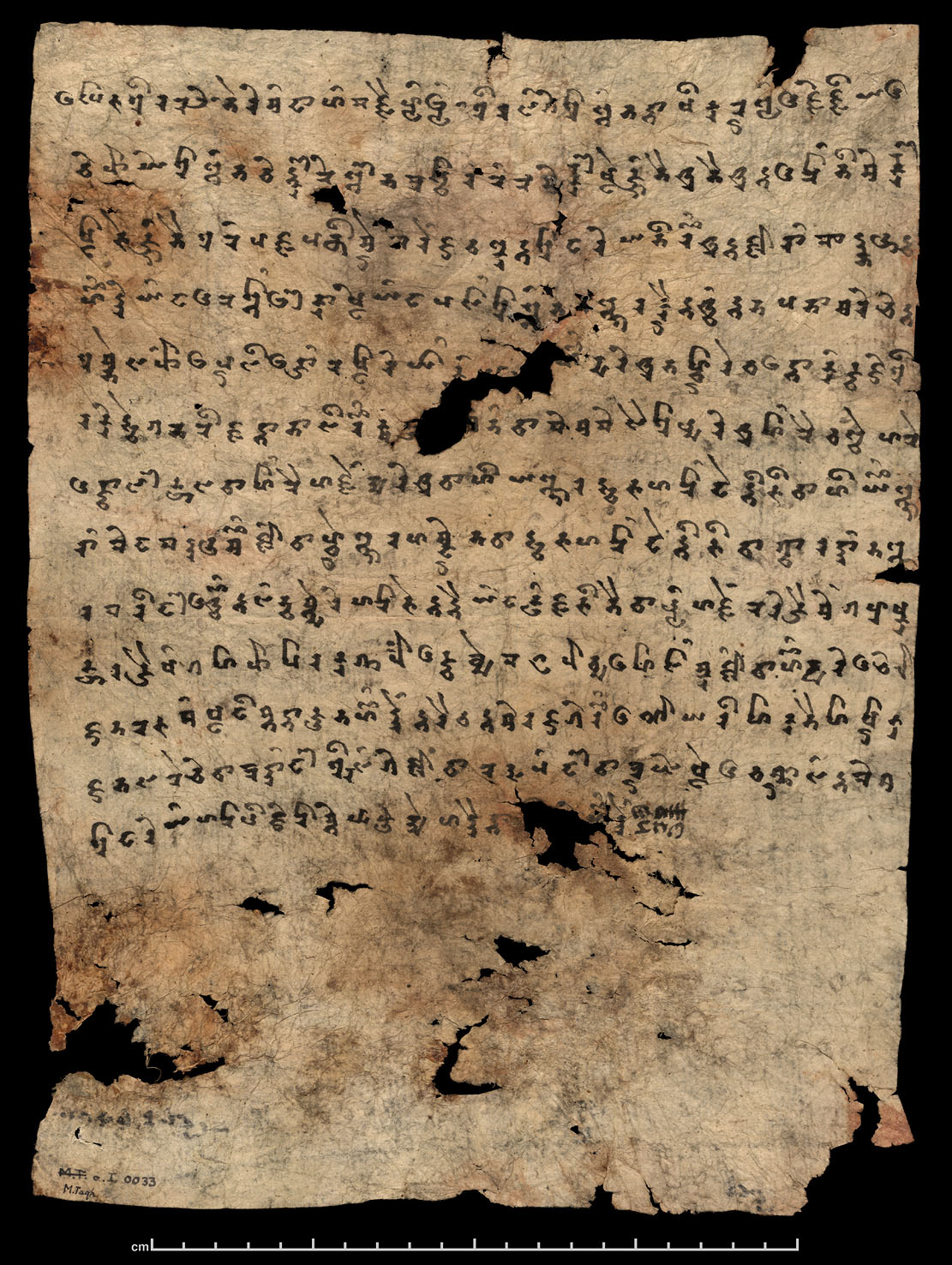
نامه‌ای به زبان ایرانی سکایی ختن از سوی ایرامانا، یک مقام ختنی مستقر در پاسگاه تبتی مزارداغ، به همسر خانه‌دارش. اواخر سده هشتم یا اوایل سده نهم میلادی.
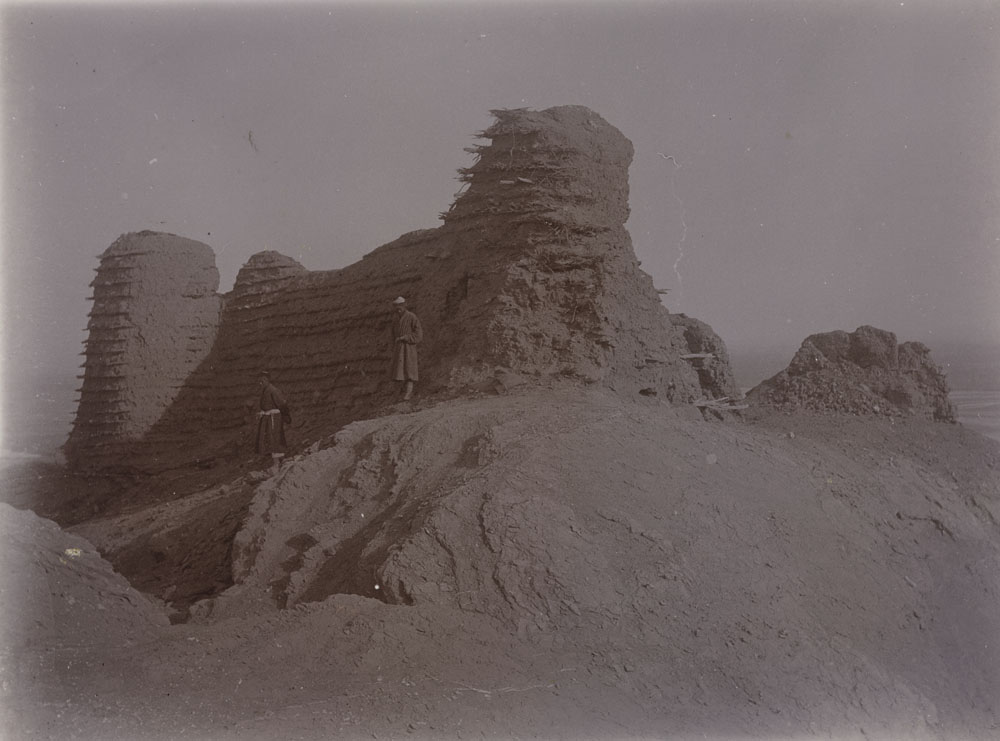
قلعه از سوی شمال غرب به اضافه باستان‌شناسان محلی. ۱۶ نوامبر ۱۹۱۳.
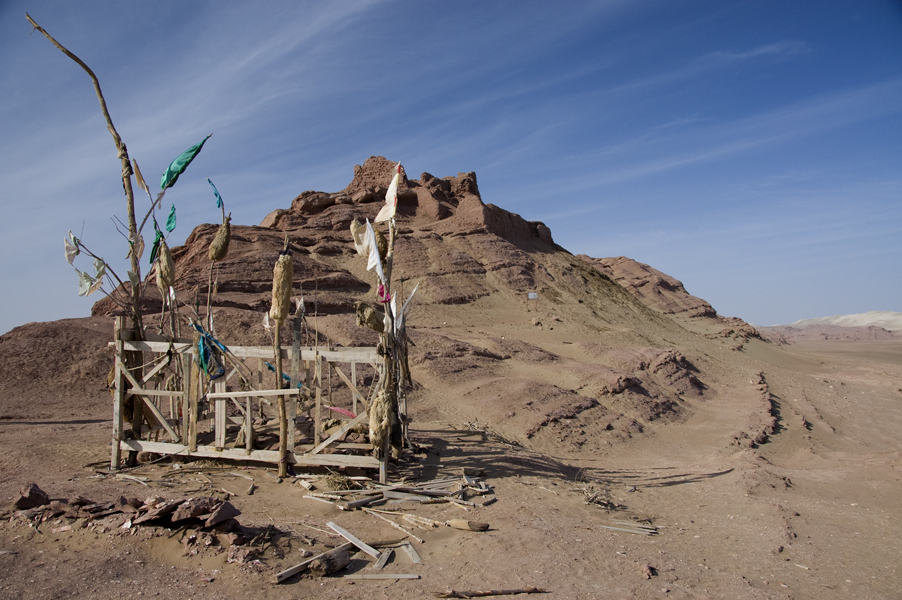
زیارتگاه اسلامی در پای تپه.